# Enrico
Enrico ist ein männlicher Vorname und Familienname.

## Herkunft und Bedeutung
Enrico ist die italienische Form des deutschen Vornamens Heinrich, die in Italien und in Deutschland in den 70er und 80er Jahren stark verwendet wurde.
Enrico bedeutet sinngemäß „Herrscher in seinem Besitz“.

## Varianten
In Spanien ist Enrique und in Frankreich Henri verbreitet. Die Variante in den Niederlanden lautet Hen(d)rik. Kurzformen des Namens sind Rico, Enzo oder Enno, in Süditalien auch Eri oder Eni.
Die weibliche Form lautet Enrica, in einem veralteten Diminutiv Enrichetta (Entsprechung zu dt. Henriette).

## Namensträger

### Vorname
- Enrico Albertosi (* 1939), italienischer Fußballspieler
- Enrico Baiano (* 1960), italienischer Cembalist und Interpret Alter Musik
- Enrico Baj (1924–2003), italienischer Maler und Bildhauer
- Enrico Barth (* 1969), deutscher Fußballspieler
- Enrico Becker (1982–2014), deutscher Motorradrennfahrer
- Enrico Berlinguer (1922–1984), italienischer Politiker
- Enrico Bertaggia (* 1964), italienischer Automobilrennfahrer
- Enrico Berti (1935–2022), italienischer Philosoph und Philosophiehistoriker
- Enrico Betti (1823–1892), italienischer Mathematiker und Ingenieur
- Enrico Bombieri (* 1940), italienischer Mathematiker
- Enrico Brignola (* 1999), italienischer Fußballspieler
- Enrico Brusoni (1878–1949), italienischer Radrennfahrer
- Enrico Caetani (1550–1599), italienischer Kardinal und Titularpatriarch
- Enrico Canfari (1877–1915), italienischer Fußballspieler und -funktionär
- Enrico Caruso (1873–1921), italienischer Opernsänger
- Enrico Castellani (1930–2017), italienischer Maler und Reliefkünstler
- Enrico Catuzzi (1946–2006), italienischer Fußballspieler und -trainer
- Enrico Celio (1889–1980), Schweizer Politiker
- Enrico Chapela (* 1974), mexikanischer Komponist und Gitarrist
- Enrico Chiesa (* 1970), italienischer Fußballspieler und -trainer
- Enrico Cialdini (1811–1892), italienischer General und Herzog von Gaeta
- Enrico Colantoni (* 1963), kanadischer Schauspieler
- Enrico Dandolo (1107–1205), Doge von Venedig
- Enrico Dandolo (Patriot) (1827–1849), italienischer Patriot
- Enrico Dante (1884–1967), italienischer Kardinal
- Enrico Dassetto (1874–1971), italienisch-schweizerischer Komponist, Dirigent und Musiker
- Enrico De Nicola (1877–1959), italienischer Politiker
- Enrico Fabris (* 1981),  italienischer Eisschnellläufer
- Enrico Fantini (* 1976), italienischer Fußballspieler
- Enrico Fermi (1901–1954), italienischer Kernphysiker
- Enrico Feroci (* 1940), italienischer Titularerzbischof und Kardinal
- Enrico Franzoi (* 1982), italienischer Radrennfahrer
- Enrico Franzoni (1920–2008), Schweizer Politiker
- Enrico Gasparotto (* 1982), italienischer Radrennfahrer
- Enrico Gasparri (1871–1946), italienischer Kardinal
- Enrico Giaccone (1890–1923), italienischer Automobilrennfahrer
- Enrico Giusti (1940–2024), italienischer Mathematiker
- Enrico Glori (1901–1966), italienischer Schauspieler
- Enrico Granafei (* 1952), italienischer Jazzmusiker
- Enrico Güntert (* 1997), Schweizer Leichtathlet
- Enrico Ippolito (* 1982), deutsch-italienischer Schriftsteller, literarischer Herausgeber und Kulturjournalist
- Enrico Letta (* 1966), italienischer Politiker
- Enrico Lo Verso (* 1964), italienischer Schauspieler
- Enrico Lorenzetti (1911–1989), italienischer Motorradrennfahrer
- Enrico Marconi (1792–1863), italienisch-polnischer Architekt
- Enrico Marone Cinzano (1895–1968), italienischer Unternehmer und Fußballfunktionär
- Enrico Mattei (1906–1962), italienischer Industrieller
- Enrico Mattioli (1955–1991), Schweizer Maler und Bildhauer
- Enrico Medioli (1925–2017), italienischer Drehbuchautor
- Enrico Mentana (* 1955), italienischer Journalist und Moderator
- Enrico Minutoli (?–1412), italienischer Kardinal
- Enrico Molteni (* 1969), italienischer Architekt und Universitätsprofessor
- Enrico Morovich (1906–1994), italienischer Schriftsteller
- Enrico Morozzo della Rocca (1807–1897), italienischer General und Politiker des Risorgimento
- Enrico Musolino (1928–2010), italienischer Eisschnellläufer
- Enrico Ney (* 1973), deutscher Handballspieler
- Enrico Pasteur (1882–1958), italienischer Fußballspieler, Trainer und Schiedsrichter
- Enrico Pedrotti (1905–1965), italienischer Fotograf
- Enrico Porro (1885–1967), italienischer Ringer
- Enrico Rastelli (1896–1931), italienischer Jongleur
- Enrico Rava (* 1939), italienischer Jazzmusiker und Komponist
- Enrico Richter (* 1961), deutscher Boxer
- Enrico Sabbatini (1932–1998), italienischer Kostümdesigner
- Enrico Saller (* 1995), deutscher Regisseur, Drehbuchautor und Fotograf
- Enrico Sonnenberg (1979–2015), deutscher Motorradrennfahrer
- Enrico Tamberlik (1820–1889), italienischer Opernsänger
- Enrico Tazzoli (1812–1852), italienischer Priester und Freiheitskämpfer
- Enrico Trevisi (* 1963), italienischer römisch-katholischer Geistlicher und Bischof
- Enrico Vannotti oder Henry Van Notti (1876–1962), Schweizer Kunstmaler und Kupferstecher des Impressionismus
- Enrico Aliceno Washington (* 1978), US-amerikanischer Baseballspieler, siehe Rico Washington
- Enrico Zanoncello (* 1997), italienischer Radrennfahrer
- Enrico Zuccalli (≈1642–1724), Schweizer Architekt

### Familienname
- Jérôme Enrico, (* 1953), französischer Filmregisseur
- Robert Enrico (1931–2001), französischer Filmregisseur italienischer Abstammung
- Roger Enrico (1944–2016), US-amerikanischer Manager

### Künstlername
- Clown Enrico, siehe Heinz Zuber und Am dam des

### Kunstfiguren
- Enrico IV, Trauerspiel von Luigi Pirandello (UA 1922)
- Enrico, Dramatische Komödie (Oper; UA 1991) von Manfred Trojahn (Musik) und Claus H. Henneberg (Libretto)